# زاوة كوه (أيل غورك)
زاوة کوه (بالفارسية: زاوه‌کوه) هي قرية تقع في إيران في قسم أيل غورك الريفي (مقاطعة بوكان). يقدر عدد سكانها بـ 278 نسمة بحسب إحصاء 2016.